# Michael Winters
Michael Winters est un acteur de théâtre et de télévision américain, principalement connu pour avoir interprété le rôle de Taylor Doose dans la série télévisée dramatique Gilmore Girls. Il a joué dans Gilmore Girls pendant toutes les sept saisons. En 2016, il est apparu dans la reprise de la série - Gilmore Girls: A Year in the Life.
À part son rôle récurrent dans Gilmore Girls, il a eu des douzaines de petits rôles à la télévision, notamment dans les séries Ally McBeal, Des jours et des vies, New York Police Blues, New York, police judiciaire, Frasier, Mr. & Mrs. Smith, Papa bricole, Une nounou d'enfer, Brooklyn Bridge et Friends.
Il vit à Seattle.

## Filmographie
Il joue le rôle de Taylor Doose, le propriétaire de la supérette dans Gilmore girls.